# Verwaltung des Deutschen Bundestages
Die Verwaltung des Deutschen Bundestages ist eine oberste Bundesbehörde und steht damit auf einer Ebene mit den Ministerien des Bundes und anderen obersten Bundesbehörden. Die Bundestagsverwaltung untersteht der Präsidentin des Deutschen Bundestages. Sie unterstützt die Abgeordneten des Deutschen Bundestages, sorgt für einen reibungslosen Parlamentsbetrieb und stellt die Infrastruktur sowie Logistik für das Parlament zur Verfügung.
Von den etwa 10.000 Mitarbeitern des Deutschen Bundestages gehören rund 3200 der Bundestagsverwaltung an.
Der Deutsche Bundestag hat als sogenannter Großempfänger eine eigene Postleitzahl, die 11011.

## Aufbau
Die Verwaltung des Deutschen Bundestages gliedert sich organisatorisch in die folgenden Ebenen:
- Auf der ersten Ebene ist die Präsidentin des Deutschen Bundestages mit den dazugehörenden Organisationseinheiten.
- Auf der zweiten Ebene ist der Direktor beim Deutschen Bundestag mit den dazugehörenden Organisationseinheiten. Ebenfalls auf der zweiten Ebene ist der Wehrbeauftragte des Deutschen Bundestages sowie das Kompetenzzentrum Datenschutz angeordnet.
- Auf der dritten Ebene sind neben den sechs Fachabteilungen der Polizeibeauftragte des Bundes beim Deutschen Bundestag und der Ständige Bevollmächtigte des Parlamentarischen Kontrollgremiums[4] angeordnet.
- Auf der vierten Ebene sind neben den Unterabteilungen der sechs Fachabteilungen auch die zwei Leitenden Beamten zugehörig zu der Wehrbeauftragten und des Polizeibeauftragten sowie die SED-Opferbeauftragte beim Deutschen Bundestag angeordnet.
- Auf den folgenden Ebenen sind die jeweiligen Fachreferate angeordnet.

## Präsidentin des Deutschen Bundestages
Der Präsidentin des Deutschen Bundestages stehen zur Aufgabenerfüllung als Leiterin der Verwaltung des Deutschen Bundestages der Leitungsstab und das Büro der Präsidentin mit den der Bundestagspräsidentin zugeordneten Referaten für Presse und Medien (PräsB 1), für Reden, Texte und Bürgeranfragen (PräsB 2) und das Protokoll zur Verfügung.
- Leitungsstab und Büro der Präsidentin mit drei Stabsstellen angeordnet:
  1. Präsidialbüro 1: zuständig für Presse und Medien
  2. Präsidialbüro 2: zuständig für Reden, Texte und Bürgeranfragen
  3. Protokoll

## Direktor beim Deutschen Bundestag
Die Verwaltung des Deutschen Bundestages wird im Tagesgeschäft vom Direktor beim Deutschen Bundestag geleitet, welcher das Amt eines Staatssekretärs in der Besoldungsgruppe B11 bekleidet. Direktor beim Deutschen Bundestag ist seit dem 12. Mai 2025 Paul Göttke. Zur Aufgabenerfüllung steht ihm das Büro des Direktor beim Deutschen Bundestag zur Verfügung.
Dem Direktor beim Deutschen Bundestag unterstehen die sechs Fachabteilungen der Bundestagsverwaltung. Außerdem untersteht ihm das Kompetenzzentrum Datenschutz.

## Abteilungen der Bundestagsverwaltung
Die Bundestagsverwaltung gliedert sich auf der dritten Ebene seit umfangreichen Umstrukturierungen im Jahr 2023 wie folgt.

### Abteilung Parlament und Abgeordnete (P)

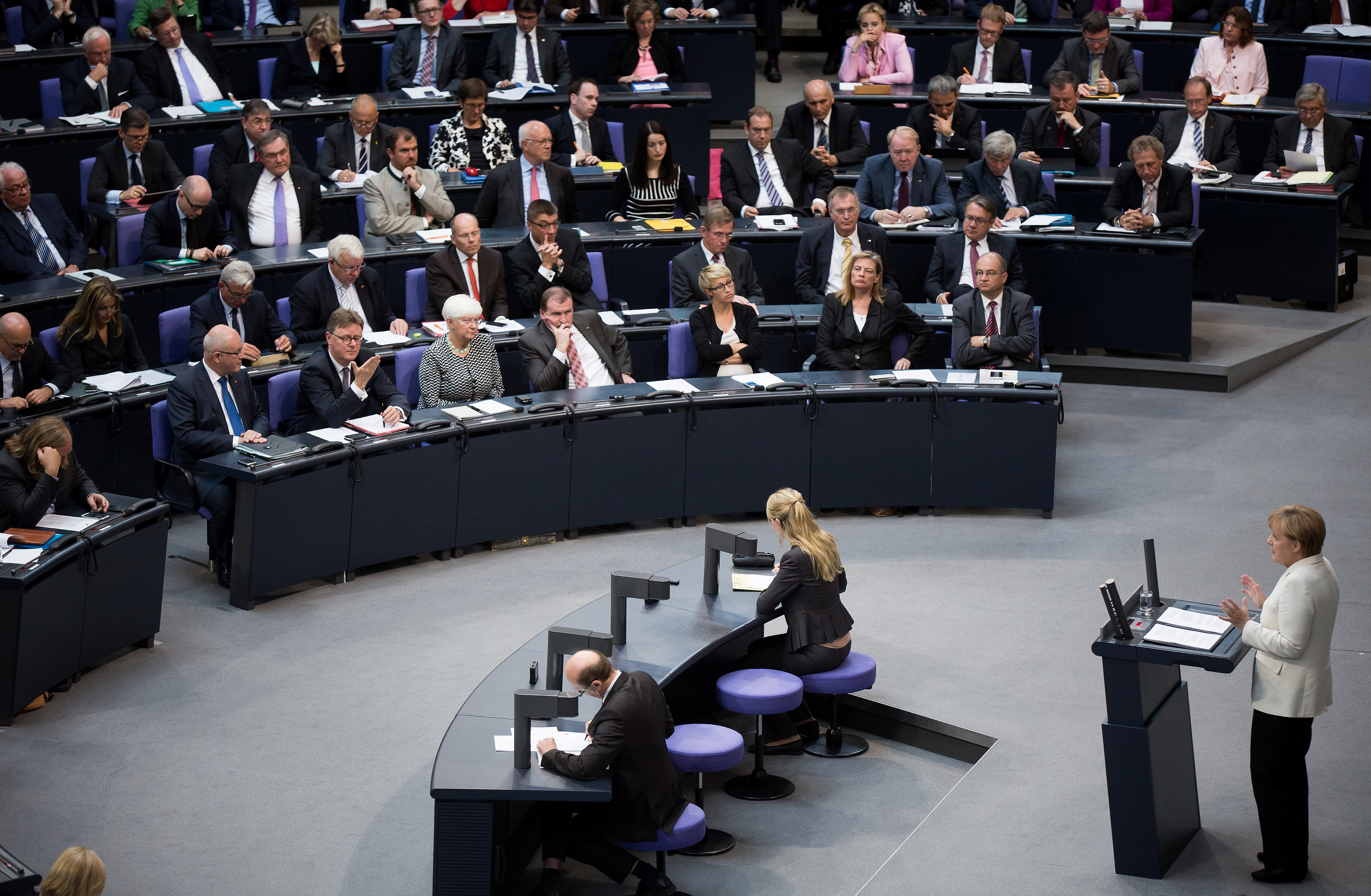
Stenografen dokumentieren eine Rede der Bundeskanzlerin Angela Merkel im Deutschen Bundestag, 2014.

#### UnterabteilungParlamentsdienste(PD)
Der Unterabteilung PD untergeordnet sind die drei Referate PD 2 bis 4 sowie das Sekretariat PD 1.
1. Das Referat PD 1 ist Parlamentssekretariat. Zudem ist es zuständig für den gemeinsamen Ausschuss gemäß Artikel 53a des Deutschen Grundgesetzes.
2. Das Referat PD 2 ist für das Parlamentsrecht zuständig.
3. Das Referat PD 3 ist für den Stenografischen Dienst zuständig.
4. Das Sekretariat PD 4 ist für den Ausschuss für Wahlprüfung, Immunität und Geschäftsordnung zuständig.

Während der Plenarsitzungen schreiben die Parlamentsstenografen den Wortlaut der kompletten Debatte einschließlich der Zwischenrufe und Abstimmungsergebnisse mit.

#### UnterabteilungMandatsdienste(PM)
Der Unterabteilung Mandatsdienste PM sind die Stabsstelle internes Kontrollsystem (abgekürzt IKS) sowie die vier Referate PM 1 bis 4 untergeordnet
1. Die Stabsstelle IKS ist das interne Kontrollsystem der Unterabteilung.
2. Das Referat PM 1 ist für die Entschädigung von Abgeordneten zuständig.
3. Das Referat PM 2 ist für die Mitarbeitenden von Abgeordneten zuständig.
4. Das Referat PM 3 ist für die Parteienfinanzierung und die Landesparlamente zuständig.
5. Das Referat PM 4 ist der Parlamentsärztliche Dienst.

#### UnterabteilungAusschüsse(PA)
Der Unterabteilung Ausschüsse PA sind die 26 Sekretariate PA 3 bis PA 29 untergeordnet
1. Das Sekretariat PA 3 ist für den Auswärtigen Ausschuss zuständig.
2. Das Sekretariat PA 4 ist für den Ausschuss für Inneres und Heimat zuständig.
3. Das Sekretariat PA 5 ist für den Sportausschuss zuständig.
4. Das Sekretariat PA 6 ist für den Rechtsausschuss zuständig.
5. Das Sekretariat PA 7 ist für den Finanzausschuss zuständig.
6. Das Sekretariat PA 8 ist für den Haushaltsausschuss zuständig.
7. Das Sekretariat PA 9 ist für den Wirtschaftsausschuss zuständig.
8. Das Sekretariat PA 10 ist für den Ausschuss für Ernährung und Landwirtschaft zuständig.
9. Das Sekretariat PA 11 ist für den Ausschuss für Arbeit und Soziales zuständig.
10. Das Sekretariat PA 12 ist für den Verteidigungsausschuss zuständig.
11. Das Sekretariat PA 13 ist für den Ausschuss für Familie, Senioren, Frauen und Jugend zuständig.
12. Das Sekretariat PA 14 ist für den Ausschuss für Gesundheit zuständig.
13. Das Sekretariat PA 15 ist für den Verkehrsausschuss zuständig.
14. Das Sekretariat PA 16 ist für den Ausschuss für Umwelt, Naturschutz, nukleare Sicherheit und Verbraucherschutz zuständig.
15. Das Sekretariat PA 17 ist für den Ausschuss für Menschenrechte und humanitäre Hilfe zuständig.
16. Das Sekretariat PA 18 ist für den Ausschuss für Bildung, Forschung und Technikfolgenabschätzung zuständig.
17. Das Sekretariat PA 19 ist für den Ausschuss für wirtschaftliche Zusammenarbeit und Entwicklung zuständig.
18. Das Sekretariat PA 20 ist für den Ausschuss für Tourismus zuständig.
19. Das Sekretariat PA 22 ist für den Ausschuss für Kultur und Medien zuständig.
20. Das Sekretariat PA 23 ist für den Ausschuss für Digitales zuständig.
21. Das Sekretariat PA 24 ist für den Ausschuss für Wohnen, Stadtentwicklung, Bauwesen und Kommunen zuständig.
22. Das Sekretariat PA 25 ist für den Ausschuss für Klimaschutz und Energie zuständig.
23. Das Sekretariat PA 26 ist für den Parlamentarischen Beirat für nachhaltige Entwicklung zuständig.
24. Das Sekretariat PA 27 ist für den ersten Untersuchungsausschuss der zwanzigsten Wahlperiode zuständig.
25. Das Sekretariat PA 28 ist für die Enquete-Kommission „Lehren aus Afghanistan für das künftige vernetzte Engagement Deutschlands“ zuständig.
26. Das Sekretariat PA 29 ist für den zweiten Untersuchungsausschuss der zwanzigsten Wahlperiode zuständig.

#### UnterabteilungPetitionen und Eingaben(Pet)
Das Sekretariat PetA sowie die vier Referate Pet 1 bis Pet 4 sind der Unterabteilung Pet untergeordnet. Diese unterstützen überwiegend den Petitionsausschuss, welcher jedermann die Möglichkeit bietet, sich mit Bitten und Beschwerden, das heißt mit Petitionen, an das Parlament zu wenden.
1. Das Sekretariat PetA ist für den Petitionsausschuss zuständig.
2. Das Referat Pet 1 ist in den nachfolgenden Ressortzuständigkeiten für die Erstellung von Vorlagen für den Petitionsausschuss zuständig: Bundesministerium für Digitales und Verkehr, Bundesministerium des Innern und für Heimat, Bundesministerium für Wirtschaft und Klimaschutz.
3. Das Referat Pet 2 ist in den nachfolgenden Ressortzuständigkeiten für die Erstellung von Vorlagen für den Petitionsausschuss zuständig: Bundesministerium für Gesundheit, Bundesministerium für Umwelt, Naturschutz, nukleare Sicherheit und Verbraucherschutz, Bundesministerium für Wohnen, Stadtentwicklung und Bauwesen, Bundesrat sowie Bundestag.
4. Das Referat Pet 3 ist in den nachfolgenden Ressortzuständigkeiten für die Erstellung von Vorlagen für den Petitionsausschuss zuständig: Auswärtige Amt, Bundeskriminalamt, Bundesministerium für Arbeit und Soziales – Schwerpunkt Soziales, Bundesministerium für Bildung und Forschung, Bundesfinanzministerium, Bundesministerium für wirtschaftliche Zusammenarbeit und Entwicklung und Bundespräsidialamt.
5. Das Referat Pet 4 ist in den nachfolgenden Ressortzuständigkeiten für die Erstellung von Vorlagen für den Petitionsausschuss zuständig: Bundesministerium für Arbeit und Soziales – Schwerpunkt Arbeit, Bundesministerium für Ernährung und Landwirtschaft, Bundesministerium für Familie, Senioren, Frauen und Jugend, Bundesministerium der Justiz sowie Bundesministerium für Verteidigung.

### Abteilung Außenbeziehungen, Europa und Analyse (A)
Der Abteilung sind die Hotline Wissen und die Stabsstelle BüRat direkt unterstellt. Die Stabsstelle hat die Aufgabe, das Beteiligungsformat „Bürgerräte“ langfristig aufzubauen.

#### UnterabteilungInternationale Beziehungen(Int)
Der Abteilung Außenbeziehungen, Europa und Analyse (A) gliedert sich in die Unterabteilungen Internationale Beziehungen, Europa sowie Wissenschaftliche Dienste.
1. Das Referat Int 1 ist für den Sprachendienst zuständig.
2. Das Referat Int 2 ist für internationale parlamentarische Versammlungen zuständig.
3. Das Referat Int 3 ist für Dienst- und Mandatsreisen sowie für die Parlamentariergruppen zuständig.
4. Das Referat Int 4 ist für internationale Austauschprogramme zuständig.

#### UnterabteilungEuropa(EU)
Der Unterabteilung Europa (EU) sind das Sekretariat EU 1, die Referate EU 2 bis 5 und der Fachbereich EU 6 untergeordnet.
1. Das Sekretariat EU 1 ist für den Ausschuss für die Angelegenheiten der Europäischen Union zuständig.
2. Das Referat EU 2 ist für die Grundsatzangelegenheiten der Europäischen Union und Fragen der Wirtschafts- und Währungsunion zuständig.
3. Das Referat EU 3 ist für die Analyse, Prioritätensetzung und Beratung in Angelegenheiten der Europäischen Union zuständig.
4. Das Referat EU 4 ist das Verbindungsbüro der Europäischen Union.
5. Das Referat EU 5 ist für die Europa-Dokumentation zuständig.
6. Der Fachbereich EU 6 ist für die Thematik Europa zuständig.

#### UnterabteilungWissenschaftliche Dienste(WD)
Die Fachbereiche Wissenschaftliche Dienste WD 1 bis WD 8 sind der Unterabteilung WD untergeordnet.
- 8 Fachbereiche: Die Fachbereiche verfassen Gutachten und stellen ganz im Sinne einer vorausschauenden Politikberatung selbst verfasste „aktive Informationen“ zur Verfügung. Während einer Legislaturperiode werden mehrere tausend Anfragen an die wissenschaftlichen Fachbereiche und oben genannte Informationsdienste gestellt.

### Abteilung Information und Dokumentation (I)
Von den Fachbereichen wurden am 1. Mai 2006 die wissenschaftlichen Informationsdienste getrennt.

#### UnterabteilungBibliothek und Dokumentation(ID)
- Das Referat Bibliothek (ID 1) bietet auch auf Grund einer systematischen Vernetzung mit anderen Bibliotheken in den Ministerien und in Berlin sowie durch die Nutzung kostenpflichtiger Datenbanken, den Abgeordneten eine hervorragende Voraussetzung zur Beschaffung von Informationen. Mit 1,2 Millionen Bänden und darunter insgesamt 11.000 Periodika (wissenschaftlichen Fachzeitschriften) gehört sie zu den wichtigen wissenschaftlichen Hilfsorganisationen des Bundestages.
- Das Referat Parlamentsarchiv (ID 2) hält alle Plenarprotokolle und Drucksachen sowie insbesondere die Protokolle der Ausschüsse und sonstigen Bundestagsgremien für eine wissenschaftliche Nutzung bereit. Ferner wird dort das Amtliche Handbuch des Deutschen Bundestages sowie das Datenhandbuch zur Geschichte des Deutschen Bundestages herausgegeben.[8] Seit Ende März 2023 befindet sich im Archiv des Deutschen Bundestages eine Ausgabe der Originalabschrift des Grundgesetz für die Bundesrepublik Deutschland, welche zu jeder Vereidigung eines Bundeskanzlers oder Bundesministers für die Vereidigung ausgehoben wird.[9]
- Das Referat Parlamentsdokumenation (ID 3) stellt die Amtlichen Drucksachen und Plenarprotokolle digitalisiert zur Verfügung. Diese Dokumente können seit der 13. Wahlperiode im Internet kostenlos eingesehen werden.[10] Eine weitere Aufgabe ist die inhaltliche Bearbeitung des DIP (Dokumentations- und Informationssystem für Parlamentarische Vorgänge),[11] in der alle im Bundestag und im Bundesrat eingebrachten Gesetzesvorhaben und deren parlamentarische Behandlung aufgeführt sind.[12]
- Das Referat Pressedokumentation (ID 4) des Bundestages wertet täglich Zeitungen nach für den Bundestag relevanten Themen aus, hält sie für die Benutzung im Hause bereit und beantwortet Anfragen der Abgeordnetenbüros, der Fraktionen und der Verwaltung.

#### UnterabteilungInformation und Kommunikation(IK)
- Referat Besucherdienst (IK 1)
- Referat Öffentlichkeitsarbeit (IK 2)

Das Referat Öffentlichkeitsarbeit (IK 2) unterhält der Bundestag für die Bürger sowie für Bildungsinstitutionen. Es ist nicht nur für Besuchsveranstaltungen im Bundestag mit Führungen oder Besuche von Plenarsaalsitzungen zuständig, sondern auch für die Bereitstellung von Informationsmaterialien weitreichender Art. Es werden regional Messestände und Wanderausstellungen durchgeführt. Zudem verfügt der Bundestag über ein Infomobil, welches regelmäßig die gesamte Bundesrepublik Deutschland bereist (nicht nur Großstädte). Das Infomobil ist im Vorführungsraum mit moderner Technik wie Großbildmonitor und Internetzugängen ausgestattet. Für weitere Anlässe steht im Fahrzeug auch ein Besprechungsraum zur Verfügung. Die jeweiligen Standorte des Infomobils können auf der Internetseite des Deutschen Bundestages nachgelesen werden.

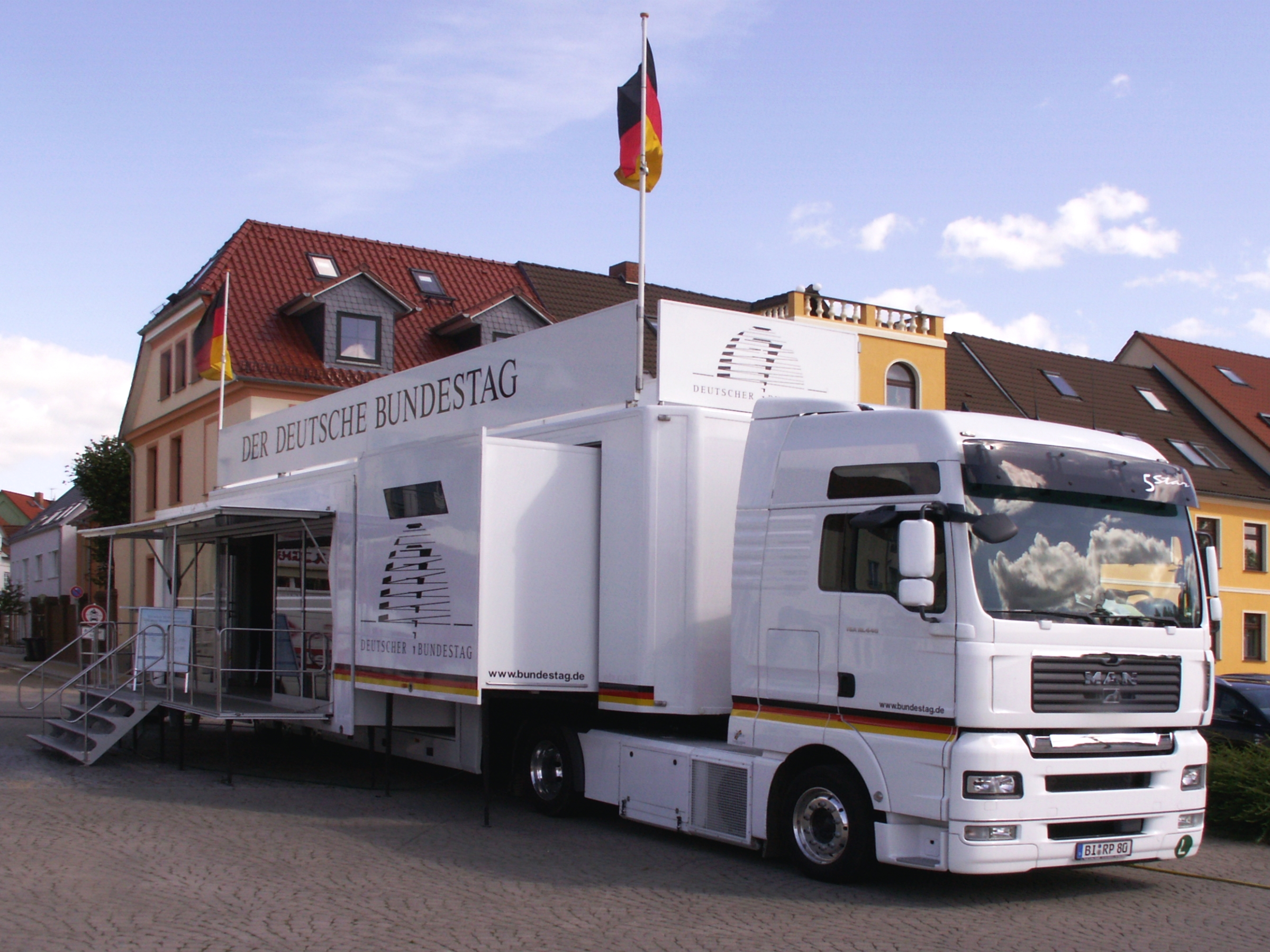
Infomobil des Deutschen Bundestages, 2007

- Referat Veranstaltungsmanagement, Sonderprojekte (IK 3)
- Referat Kunst im Deutschen Bundestag (IK 4)
- Referat Parlamentsnachrichten (IK 5)
- Referat Online-Dienste, Parlamentsfernsehen (IK 6)

Das Referat Online-Dienste, Parlamentsfernsehen bietet für den Deutschen Bundestag der Öffentlichkeit im Internet ein breites Informations- und Dokumentationsangebot an. Insgesamt betreibt er drei Websites für verschiedene Zielgruppen. Die Hauptseite des Bundestages www.bundestag.de enthält u. a. eine redaktionelle Berichterstattung über die Parlamentsarbeit, die vollständige Dokumentation des Parlamentsbetriebes und Informationen zu den Abgeordneten inklusive ihrer Nebentätigkeiten. Die Websites mitmischen.de und kuppelkucker.de richten sich an Jugendliche bzw. Kinder mit speziell für diese Zielgruppen aufbereiteten Inhalten. Für mobile Nutzer bietet der Bundestag seine Informationen auch über kostenlose Apps für iOS und Android an.
Das Parlamentsfernsehen ist der Fernsehkanal des Bundestages. Hier werden alle Plenardebatten sowie öffentliche Sitzungen und Anhörungen von Ausschüssen live, unkommentiert und in voller Länge übertragen. Das Parlamentsfernsehen ist per Livestream auf der Website des Bundestages sowie über Apps für Smartphones, Tablets und verschiedene Smart-TV-Anbieter zu empfangen. In der Mediathek können alle Plenardebatten, Einzelreden und Beiträge des Parlamentsfernsehens abgerufen werden.
- Referat Soziale Medien (IK 7)

### Abteilung Bau und Infrastruktur (B)
Die Abteilung Bau und Infrastruktur (B) ist in die beiden Unterabteilungen Bau und Gebäudemanagement und Bedarfsdeckung, Logistik und infrastrukturelle Dienste unterteilt. Die Abteilungsleitung ist zugleich die Beauftragte für Arbeitsschutz und Unfallverhütung. Ihr ist zudem die Stabsstelle KNAB (Klimaneutralität, Nachhaltigkeit, Arbeitssicherheit, Betriebsärztlicher Dienst) direkt unterstellt.

#### UnterabteilungBau- und Gebäudemanagement(BG)
Der Unterabteilung BG sind die drei Referate BG 1 bis 3 untergeordnet,
1. Das Referat BG 1 ist für die Liegenschaften und Steuerung zuständig.
2. Das Referat BG 2 ist für den Hochbau zuständig.
3. Das Referat BG 3 ist für die Gebäudetechnik zuständig.

#### UnterabteilungBedarfsdeckung, Logistik und infrastrukturelle Dienste(BI)
Der Unterabteilung BI sind die drei Referate BI 1 bis 3 untergeordnet,
1. Das Referat BI 1 ist für die zentrale Bedarfsdeckung zuständig.
2. Das Referat BI 2 ist für die Logistik zuständig.
3. Das Referat BI 3 ist für die infrastrukturellen Dienste zuständig.

### Abteilung Digitalisierung (D)
Die Abteilung Digitalisierung (D) ist in die Unterabteilung Entwicklung und Support sowie in die Unterabteilung Management der Informationstechnik unterteilt.

#### UnterabteilungEntwicklung und Support(DE)
Der Unterabteilung Entwicklung und Support (DE) sind die Referate DE 1 bis 3 untergeordnet.
1. Das Referat DE 1 ist für die Koordination, Client-Entwicklung und -Administration zuständig.
2. Das Referat DE 2 ist für den Support, die IT-Beschaffung und Rechtsfragen der IT zuständig.
3. Das Referat DE 3 ist für das Projektmanagement zuständig.

#### UnterabteilungManagement der Informationstechnik(DI)
Der Unterabteilung Management der Informationstechnik (DI) sind die Referate DI 1 bis 3 untergeordnet.
1. Das Referat DI 1 ist für die zentralen IT-Systeme zuständig.
2. Das Referat DI 2 ist für die IT-Sicherheit zuständig.
3. Das Referat DI 3 ist für die Kommunikationstechnik zuständig.

### Zentralabteilung (Z)
Die Zentralabteilung stellt das administrative und organisatorische Rückgrat der Bundestagsverwaltung dar. Sie sorgt für die Bereitstellung der personellen und finanziellen Ressourcen, welche zur Durchführung des Parlamentsbetriebes notwendig sind. Der Abteilung unmittelbar als Stabsstelle angeschlossen ist die Gleichstellungsbeauftragte und die Innenrevision. 

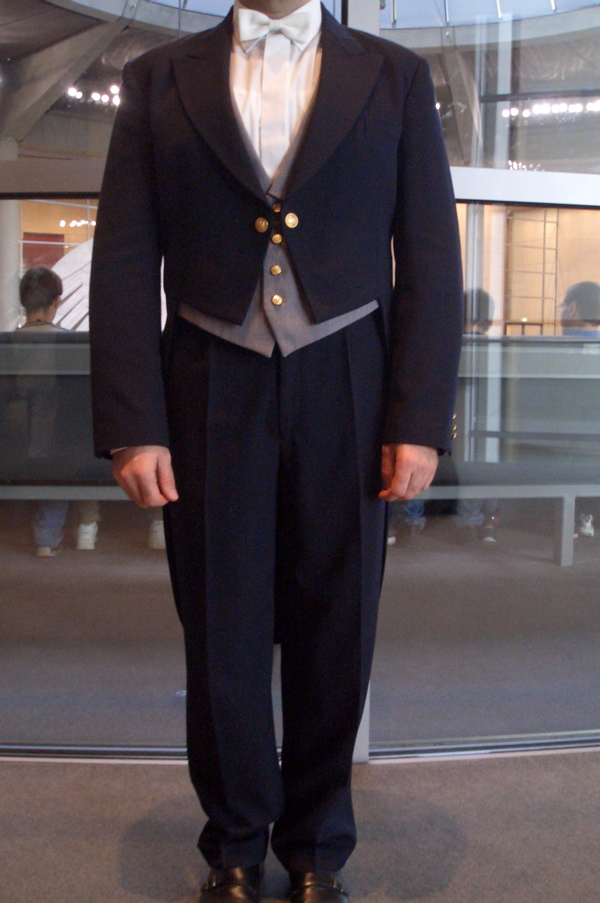
Frack der Saaldiener

Unterstützend und im Plenum sichtbar sind die der Zentralabteilung zugeordneten Saaldiener durch ihren dunkelblauen Frack leicht zu erkennenden.
Die Zentralabteilung ist weiterhin folgendermaßen aufgebaut:

#### UnterabteilungZentrale Verwaltung(ZV)
1. Das Referat ZV 1 ist für das Personal des höheren und gehobenen Dienstes zuständig.
2. Das Referat ZV 2 ist für das Personal des mittleren und einfachen Dienstes zuständig.
3. Das Referat ZV 3 ist für die Grundsatzangelegenheiten in Bezug auf das Personal der Bundestagsverwaltung zuständig.
4. Das Referat ZV 4 ist für die Organisation zuständig.
5. Das Referat ZV 5 ist für die Ausbildung, Fortbildung und Sozialaufgaben zuständig.

#### UnterabteilungRecht(ZR)
1. Das Referat ZR 1 ist für den Haushalt zuständig.
2. Das Referat ZR 2 ist das Justitiariat der Bundestagsverwaltung.
3. Das Referat ZR 3 ist für Vergaben zuständig.
4. Das Referat ZR 4 ist für das Lobbyregister zuständig.

#### UnterabteilungSicherheit(ZS)
Der Unterabteilung ZS direkt untergeordnet sind die Stabsstelle Kritische Infrastruktur und Krisenprävention
- Stabsstelle Notfallmanagement (ZS NM)

1. Das Referat ZS 1 ist für die Polizei zuständig: Polizei beim Deutschen Bundestag
2. Das Referat ZS 2 ist für den Geheimschutz und die Informationsfreiheit zuständig.
3. Das Referat ZS 3 ist für die Zutrittsangelegenheiten zuständig.

## Interessensvertretungen
Von der Verwaltungshierarchie unabhängig sind der Personalrat, die Jugend- und Auszubildendenvertretung sowie die Vertrauensperson der schwerbehinderten Menschen.